# هيلينيك أفسي
هيلينيك هو نادي كرة قدم أسترالي تم إنشاؤه في سنة 1956 الميلادية